# سیمپسون بینبریج
سیمپسون بینبریج (انگلیسی: Simpson Bainbridge؛ ۳ آوریل ۱۸۹۵ – ۱۲ نوامبر ۱۹۸۸) بازیکن فوتبال بود.
از باشگاه‌هایی که در آن بازی کرده‌است می‌توان به باشگاه فوتبال لیدز یونایتد اشاره کرد.
وی همچنین در تیم فوتبال دانش‌آموزان انگلستان بازی کرده‌است.